# روسيل غريفثس
روسيل غريفثس (بالإنجليزية: Russell Griffiths)‏ (13 أبريل 1996 بتشستر في المملكة المتحدة - ) هو لاعب كرة قدم بريطاني في مركز حراسة المرمى. لعب مع نادي إيفرتون.

## وصلات خارجية
- روسيل غريفثس على موقع قاعدة بيانات كرة القدم.إي يو (الإنجليزية)
- روسيل غريفثس على موقع Soccerbase.com (لاعب) (الإنجليزية)
- روسيل غريفثس على موقع Soccerway.com (الإنجليزية)
- روسيل غريفثس على موقع عالم كرة القدم.نت (الإنجليزية)
- روسيل غريفثس على موقع AS.com (الإسبانية)